# 대구신서초등학교
대구신서초등학교(大邱新西初等學校)는 대한민국 대구광역시 달서구 신당동에 있는 공립 초등학교이다. 교명과 달리 동구 신서동이 아닌 달서구 신당동에 있다. 교목은 소나무이고 교화는 장미이다.

## 학교 연혁
- 1998.3.01. 대구신서초등학교 개교(18학급)
- 1998.3.01. 초대 장명한 교장 취임
- 2000.1.27. 후관동 신축 교사 준공
- 2003.11.29. 태권도 훈련장(신서태극관) 준공
- 2005.3.01. 대구광역시 남부교육청(현 남부교육지원청) 지정 민속놀이 운영 중점학교
- 2005.9.22. 본관 신축 교실 8개 준공
- 2006.8.30. 제2과학실 및 방과후 보육교실 준공
- 2007.2.13. 급식실 및 도서관 현대화 사업
- 2008.8.29 급수대 지붕 공사 및 방송실 현대화 사업
- 2008.12.15. 보건실 현대화 사업
- 2009.3.20. 영어체험실 준공
- 2009.11.03. 엘리베이트 준공
- 2010.6.18. 실과실 준공
- 2010.9.01. 제6대 정해오 교장 취임
- 2011.2.16. 제 13회 졸업식(졸업생 162명, 총 2,223명)
- 2011.3.01. 30학급 편성(특수 1학급)